# NGC 5027
NGC 5027 este o galaxie spirală situată în constelația Fecioara. A fost descoperită în 17 aprilie 1830 de către John Herschel. Se află la o distanță de 100,59 megaparseci de Pământ.